# 青木保 (機械工学者)
青木 保（あおき たもつ、1882年6月4日 - 1966年3月10日）は、機械工学者。大分県出身。旧姓は工藤。東京帝国大学工学部卒。1920年東京帝大教授。1943年定年退官、名誉教授。兵器の研究、精密機器の研究から、時計の研究に進んだ。1949年に日本時計学会初代会長に就任。

## 栄典
- 1891年（明治24年）12月21日 - 従六位[1]

## 著書
- 『世界の武器』三省堂書店 社会文庫、1914
- 『精密工学 第1巻　精密測定及計測機器』丸善、1935
- 『流量測定法』共立社、1935、実験工学講座
- 『兵器読本』日本評論社、1937
- 『精密工学 第2巻　時計学』丸善、1938
- 『精密工学 第3巻　精密機械設計学』丸善、1940
- 『戦争と精密工業』科学主義工業社、1942
- 『時計 第1 (掛.置.目覚)』資料社、1947、科学技術全書
- 『時計 第2巻 (携帯時計)』資料社、1948、科学技術全書
- 『工業計測』日刊工業新聞社、1954、最新機械工業叢書

### 翻訳
- A.P.ヤング『新時代の産業』資料社、1949
- ルーイス&サミゥーエル・レーヴィン『時計修理技術 第1』資料社、1950
- J.&H.グロスマン『理論時計学』訳編、日刊工業新聞社、1958

## 参考
- デジタル版日本人名大事典